# روما (إلينوي)
روما (بالإنجليزية: Ruma)‏ هي منطقة سكنية تقع في الولايات المتحدة في إلينوي. يقدر عدد سكانها بـ 317 نسمة .